# Ludwig Stephan
Ludwig Heinrich August Stephan (* 26. Juli 1847 in Tanne; † 21. Januar 1921 in Ilsenburg) war ein Mediziner, Sanitätsrat und Inhaber verschiedener Patente.

## Leben
Ludwig Stephan wurde als Sohn des Hüttenzimmermanns Johann Andreas Stephan in Tanne geboren. Bereits 1852 wurde er Halbwaise. Durch eine gezielte Förderung durch den Pfarrer Christian Wolf war es ihm möglich, ab 1857 das Gymnasium in Blankenburg zu besuchen. Er ging 1863 nach Leipzig und nahm dort ein Medizinstudium auf. Nach Abschluss des Studiums siedelte er sich 1873 in Wernigerode als praktischer Arzt an. 1877 wechselte er nach Ilsenburg, wo er 1885 ein Sanatorium für nerven- und herzkranke Patienten eröffnete. Dieses Sanatorium bildete die Grundlage für den Aufbau des Tourismus in Ilsenburg.
Im Sommer 1895 wurde er durch Graf Otto zu Stolberg-Wernigerode zum Sanitätsrat ernannt. Zwischen 1900 und 1905 war Stephan zudem der leitende Arzt des Emmastiftes, des 1868 gegründeten Krankenhauses von Ilsenburg.
Verheiratet war Stephan ab 1877 mit Louise Becker (geb. 4. Mai 1857 in Wernigerode), der Tochter des gräflichen Rentamtmanns Moritz Becker. 
Aus dieser Ehe gingen folgende Kinder hervor:
- Paul Otto Karl Stephan (* 26. April 1877 in Ilsenburg). Dieser wurde 1901 ebenfalls Arzt und Nachfolger seines Vaters in Ilsenburg.
- Marie Magdalena Emma Stephan (* 2. Juli 1881 in Ilsenburg)
- Karl Otto Theodor Stephan (* 24. März 1884 in Ilsenburg), später Inhaber einer Fabrik zur Herstellung von Bandagen und medizinischer und technischer Artikel in Ilsenburg.

## Patente
Ludwig Stephan war im Besitz verschiedener deutscher und ausländischer Patente im medizinischen und industriellen Bereich.
- 1877: Gebärmutterhalter, Nr. 29, Kaiserliches Patentamt
- 1892: Gesundheits-Corset, Nr. 67884, Kaiserliches Patentamt
- 1903: Kartoffelsortiermaschine, Nr. 145478, Kaiserliches Patentamt
- 1905: Mittelpuffer-Kupplung für Schienenfahrzeuge, Nr. 191727, Kaiserliches Patentamt
- 1908: Elastischer Strumpf oder Schlauch für Behandlung von Krampfadern